# Остров (Василевское сельское поселение)
Остров — исчезнувшая деревня Торопецкого района Тверской области. Располагалась на территории Василёвского сельского поселения.

## География
Деревня была расположена на северо-восточном берегу Кудинского озера, примерно в 8 километрах к северо-востоку от Торопца. Ближайшим населённым пунктом являлась деревня Меденка.

## История
Деревня впервые упоминается на топографической карте Фёдора Шуберта, изданной в 1871 году. Имела 7 дворов.
В списке населённых мест Псковской губернии за 1885 год значится деревня Острова (№ 12004). Располагалась при озере Кудинском в 17 верстах от уездного города. Входила в состав Туровской волости Торопецкого уезда. Имела 3 двора и 24 жителя.
На карте РККА 1923—1941 годов обозначена деревня Остров. Имела 14 дворов.